# NGC 25

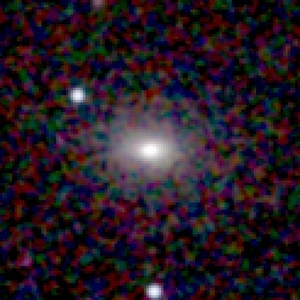
NGC 25 2MASS (infrarouge proche) (DSS)

NGC 25 est une petite galaxie lenticulaire relativement éloignée et située dans la constellation du Phénix. NGC 25 a été découverte par l'astronome britannique John Herschel en 1834.

## Caractéristiques
Sa vitesse par rapport au fond diffus cosmologique est de 9 309 ± 34 km/s, ce qui correspond à une distance de Hubble de 137,3 ± 9,7 Mpc (∼448 millions d'al).